# (308933) 2006 SQ372
(308933) 2006 SQ372 es un objeto transneptuniano, descubierto el 27 de septiembre de 2006 por Andrew Becker, y sus compañeros también astrónomos Andrew Puckett y Jeremy Martin Kubica desde el Observatorio de Apache Point, Sunspot (Nuevo México), Estados Unidos.

## Designación y nombre
Designado provisionalmente como 2006 SQ372.

## Características orbitales
2006 SQ372 está situado a una distancia media del Sol de 742,9 ua, pudiendo alejarse hasta 1461, ua y acercarse hasta 24,14 ua. Su excentricidad es 0,967 y la inclinación orbital 19,49 grados. Emplea 7396334 días en completar una órbita alrededor del Sol.

## Características físicas
La magnitud absoluta de 2006 SQ372 es 8.